# Domjulien
Domjulien – miejscowość i gmina we Francji, w regionie Grand Est, w departamencie Wogezy.
Według danych na rok 1990 gminę zamieszkiwało 200 osób, a gęstość zaludnienia wynosiła 17 osób/km² (wśród 2335 gmin Lotaryngii Domjulien plasuje się na 845. miejscu pod względem liczby ludności, natomiast pod względem powierzchni na miejscu 490.).